# Línea 316 (Montevideo)
La línea 316 de la red de transporte urbano de Montevideo une Villa Biarritz con Villa Don Bosco, en el kilómetro 16 de la Ruta 8. 

## Características

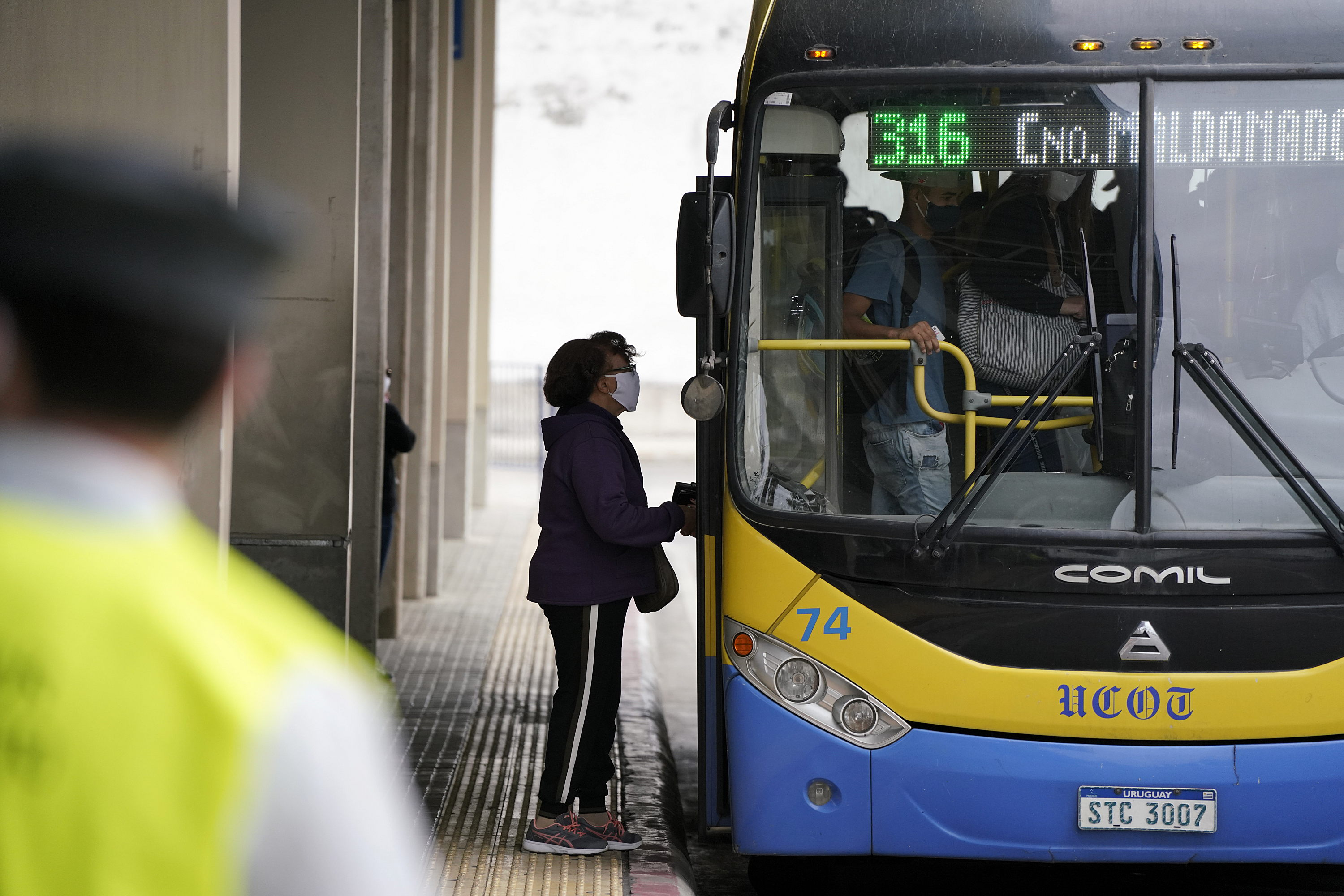
Línea 316 en el Intercambiador Belloni

Parte desde la Plaza Villa Don Bosco, ubicada  en el kilómetro 16 de la Ruta 8, aunque suele referirse como Camino Maldonado. Desde el año 2022 algunos de sus servicios durante el día, son extendidos hacia la Facultad de Veterinaria en Villa García.

### Frecuencia
Villa Don Bosco:
- 15 minutos, los días hábiles.
- 25 minutos, los días sábados, domingos y festivos.

Facultad:
- 20 minutos, sólo en días hábiles (de 7:00 a 20:30).

## Historia

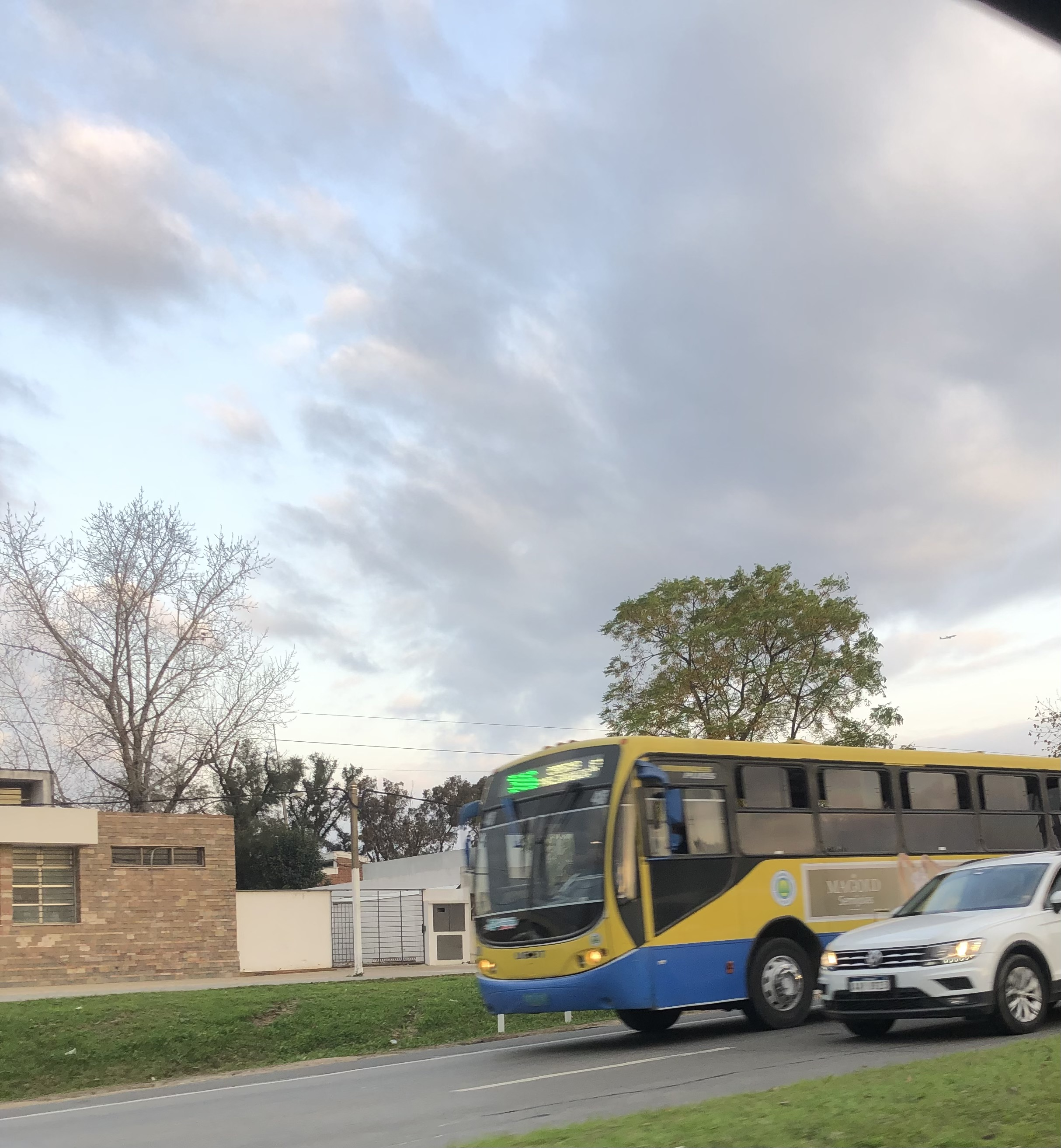
Circulando sobre la Ruta 8

Fue creada en septiembre del año 1977, a modo de sustituir a la entonces línea 6 de la Administración Municipal de Transporte, la cual se encontró inactiva durante aproximadamente dos años, tras el cierre del ente municipal. En  en sus primeros servicios se debieron utilizar las unidades también utilizadas en la línea 366 de la Unión Cooperativa Obrera, línea que desaparecería en septiembre de ese mismo año. En el caso de la línea 316 operaría algunos años, hasta su disolución. 
En los años noventa se crea un nuevo servicio totalmente diferente al que tuvo en su creación, comenzando a unir Villa Biarritz con la desaparecida Terminal de Punta de Rieles, posteriormente el servicio sería extendido hasta el kilómetro 16 de la Ruta 8, precisamente en la terminal ubicada sobre la Plaza Don Bosco. Asimismo partía desde Villa Biarritz, cercano a la intersección de Ellauri y Leyenda Patria, pero al poco tiempo se determinó que esta línea realice su recorrido mediante circuito, es decir, no realizar un descanso en dicho punto, dejando a la terminal de la Plaza Don Bosco como único punto de partida y destino.  Dicha medida fue tomada a modo de descongestionar el tránsito y la zona de feria sobre el Parque Villa Biarritz. 
El 19 de abril de 2022 con motivo de la inauguración de la Facultad de Veterinaria, su recorrido es extendido hacia dicha institución, solamente los días hábiles, en el horario de 7:00 a 20:30. Dicho punto se encuentra precisamente en el kilómetro 18 de la Ruta 8. Tal extensión beneficia a estudiantes, docentes y trabajadores, no sólo de la facultad si no también de quienes trabajan dentro del parque Zonamerica.
Durante las jornadas de encuentros deportivos en el Estadio Campeón del Siglo, la línea realiza servicios especiales desde dicho recinto deportivo.

## Recorridos
Circula en ambos sentidos por los barrios de Villa Biarritz, Punta Carretas, Pocitos, Villa Dolores, Parque Batlle, La Blanqueada, Unión, Maroñas, Jardines del Hipódromo, Bella Italia, Punta de Rieles, Villa Don Bosco y Villa García.
| Partida - Facultad de Veterinaria (Ruta 8, kilómetro 18) / Villa Don Bosco (Ruta 8, kilómetro 16) - Ruta 8 - Camino Maldonado - Andén 8 (Intercambiador Belloni) - Avenida 8 de Octubre - Avenida Luis Alberto de Herrera - Avenida Centenario - Avenida Américo Ricaldoni - Avenida Francisco Soca - Libertad - Avenida Brasil - 26 de Marzo - José Ellauri | Regreso - José Ellauri - Leyenda Patria - Hidalgos - José María Montero - Gonzalo de Orgaz - Leyenda Patria - Juan Benito Blanco - Gabriel Pereira - Rafael Pastoriza - Avenida General Rivera - Avenida Francisco Soca - Avenida Américo Ricaldoni - Avenida Centenario - Asilo - Avenida Luis Alberto de Herrera - Avenida 8 de Octubre - Andén 5 (Intercambiador Belloni) - Camino Maldonado - Ruta 8 - Cno. Repetto - Giannino Castiglioni - Villa Don Bosco (Ruta 8, kilómetro 16) extensión Facultad de Veterinaria - Ruta 8 - Accesos Facultad - Facultad de Veterinaria |

### Destinos intermedios
1. Intercambiador Belloni
2. Avenida 8 de Octubre y 20 de Febrero
3. Avenida 8 de Octubre y Avenida Luis Alberto de Herrera
4. Estadio Centenario
5. Zonamerica/Estadio